# Алонија
Алонија (грч. Αλώνια) је насељено место у општини Пидна-Колиндрос у периферији Средишња Македонија, Грчка. Према попису из 2021. године било је 508 становника.
Насеље је подигнуто после 1923. године насељавањем караманлијских породица, којих је на попису из 1928. године било 514. Касније су досељене и друге избегличке породице, те је 1940. године Алонија имала 1.551 становника.